# Curcuma vamana
Curcuma vamana är en enhjärtbladig växtart som beskrevs av M.Sabu och Mangaly. Curcuma vamana ingår i släktet Curcuma och familjen Zingiberaceae. Inga underarter finns listade i Catalogue of Life.